# Rat de Cayenne
Proechimys guyannensis
Espèce
Synonymes
- Proechimys cayennensis (Desmarest, 1817)
- Proechimys warreni Thomas, 1905

Statut de conservation UICN

 LC  : Préoccupation mineure
Le Rat de Cayenne (Proechimys guyannensis) est une espèce de mammifères rongeurs de la famille des Echimyidae qui regroupe des rats épineux originaires d'Amérique latine.

## Liste des sous-espèces
Selon Mammal Species of the World (version 3, 2005)  (4 oct. 2012) :
- sous-espèce Proechimys guyannensis arabupu
- sous-espèce Proechimys guyannensis arescens
- sous-espèce Proechimys guyannensis cherriei
- sous-espèce Proechimys guyannensis guyannensis
- sous-espèce Proechimys guyannensis riparum
- sous-espèce Proechimys guyannensis vacillator